# روبرت إلزه
روبرت إلزه (17 نوفمبر 1876 في المملكة المتحدة - 16 سبتمبر 1955 بشفيلد في المملكة المتحدة)  (بالإنجليزية: Robert Else)‏ هو لاعب كريكت بريطاني وبريطاني (وحمل سابقاً جنسية المملكة المتحدة لبريطانيا العظمى وأيرلندا). لعب مع نادي مقاطعة ديربيشاير للكريكت ‏.